# Jöns Eriksson (Rosenstråle)
Jöns Eriksson (Rosenstråle), död mellan 1515 och 1520, var en svensk häradshövding.

## Biografi
Jöns Eriksson (Rosenstråle) var son till Erik Holmstensson (Rosenstråle) och Gunnur Torbernsdotter. Han arbetade som väpnare och bodde 1476 på Sonstorps herrgård i Hällestads socken. Jöns Eriksson kallades 1485 tjänare hos biskopen Henrik Tidemansson i Linköpings stift och flyttade före 1506 till Slestad i Slaka socken. Han blev häradshövding i Hanekinds härad efter sin svärdfader. Jöns Eriksson avled mellan 1515 och 1520.
Jöns Eriksson blev 1479 ägare till gården Sonstorps herrgård i Hällestads socken som han sålde 3 juni 1506. Han ägde även gårdarna Gillberga i Sköllersta socken och Slestad i Slaka socken.

### Familj
Jöns Eriksson gifte sig före 8 september 1473 med Anna Bengtsdotter Gylta. Hon var dotter till lagmannen Bengt Gylta i Västergötlands och Dals lagsaga och Märta Andersdotter (Öra). De fick tillsammans dottern Karin Jönsdotter (död före 1492).
Jöns Eriksson gifte sig andra gången 17 januari 1480 med Kristina Birgersdotter. Hon var dotter till häradshövdingen Birger Jönsson (sparre med blad) i Hanekinds härad och Ramborg Andersdotter (tre rutor på en snedbjälke). De fick tillsammans sonen häradshövdingen Erik Jönsson i Åkerbo härad.